# Numéraire
Een numéraire of standaardgoed is een goed dat als rekeneenheid van waarde wordt gebruikt. Een bepaalde eenheid van dit goed wordt gesteld op waarde 1, waarna de waarden van andere goederen in termen van deze eenheid kunnen worden uitgedrukt.  
Een van de functies van geld is het dienen als waarde-eenheid, maar de waarde van geld zelf ligt niet vast: die is onderhevig aan inflatie, deflatie en (in internationale vergelijkingen) schommelende wisselkoersen, zodat soms een ander goed wordt gekozen als numéraire. In plaats van een enkel goed kan men ook een 'mandje' goederen (een gewogen gemiddelde) kiezen; dan vormt dit mandje een prijsindex.  
De numéraire wordt gebruikt om berekeningen te vergemakkelijken, zodat alleen de relatieve prijzen relevant zijn, zoals in de algemene evenwichtstheorie of in effecten op basisjaar euro's. Wanneer de economische analyse naar goederen g refereert als de numéraire, neemt deze analyse aan dat de prijzen zijn genormaliseerd door de prijzen van deze gs.
Zie ook prijspeil.